# Crisolles
Crisolles ist eine französische Gemeinde mit 921 Einwohnern (Stand: 1. Januar 2022) im Département Oise in der Region Hauts-de-France. Sie gehört zum Kanton Noyon im Arrondissement Compiègne und zum Gemeindeverband Pays Noyonnais.

## Geografie
Die Gemeinde Crisolles liegt im Pays Noyonnais an der Verse, 26 Kilometer nordöstlich von Compiègne. Umgeben wird Crisolles von den Nachbargemeinden Muirancourt im Norden, Quesmy im Nordosten, Grandrû im Osten, Béhéricourt und Salency im Südosten, Noyon im Süden, Genvry im Westen sowie Bussy im Nordwesten.

## Bevölkerungsentwicklung
| Jahr                       | 1962 | 1968 | 1975 | 1982 | 1990 | 1999 | 2006 | 2013 | 2021 |
| -------------------------- | ---- | ---- | ---- | ---- | ---- | ---- | ---- | ---- | ---- |
| Einwohner                  | 598  | 589  | 560  | 768  | 872  | 985  | 1017 | 1035 | 914  |
| Quellen: Cassini und INSEE |      |      |      |      |      |      |      |      |      |

## Sehenswürdigkeiten

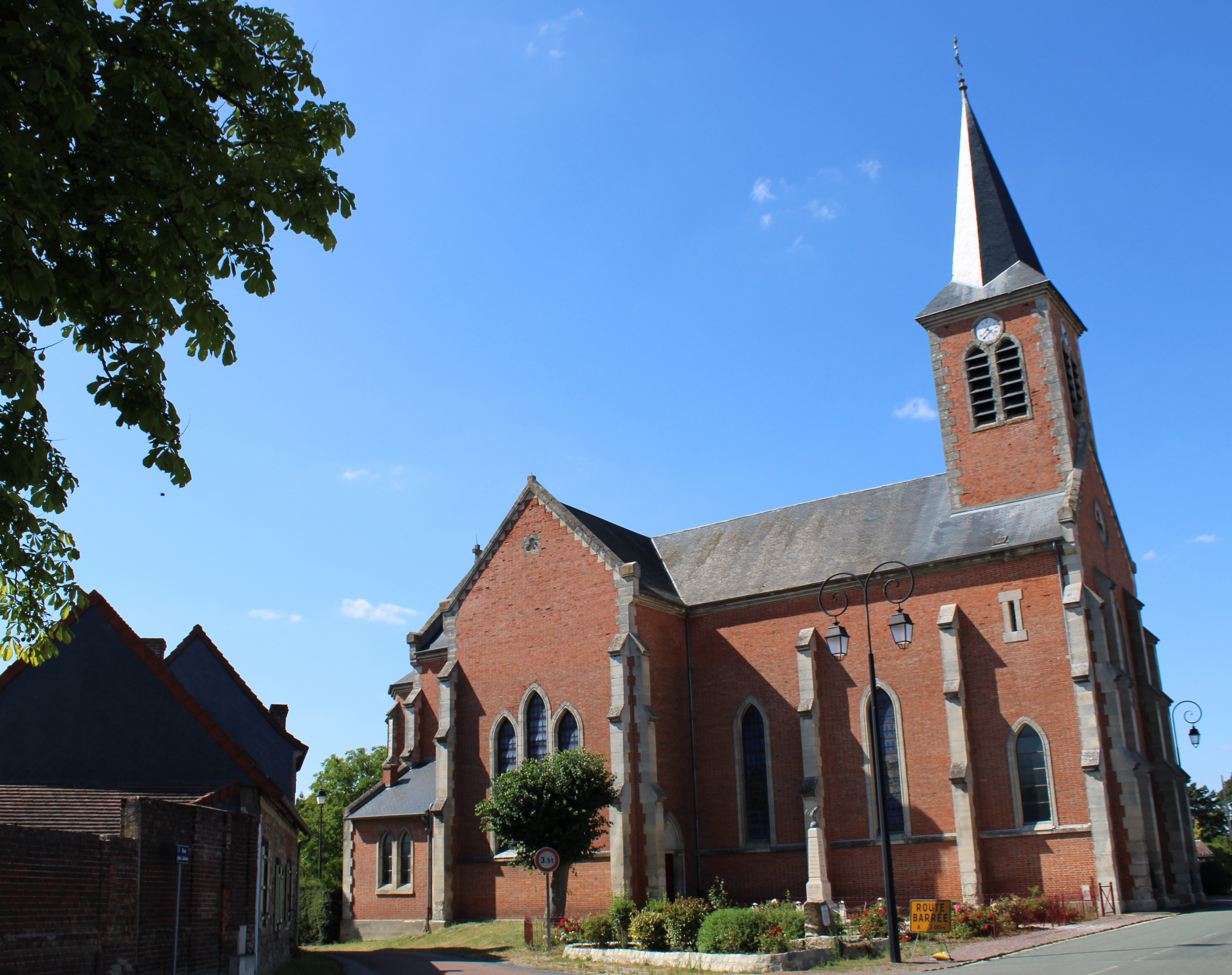
Kirche Saint-Éloi
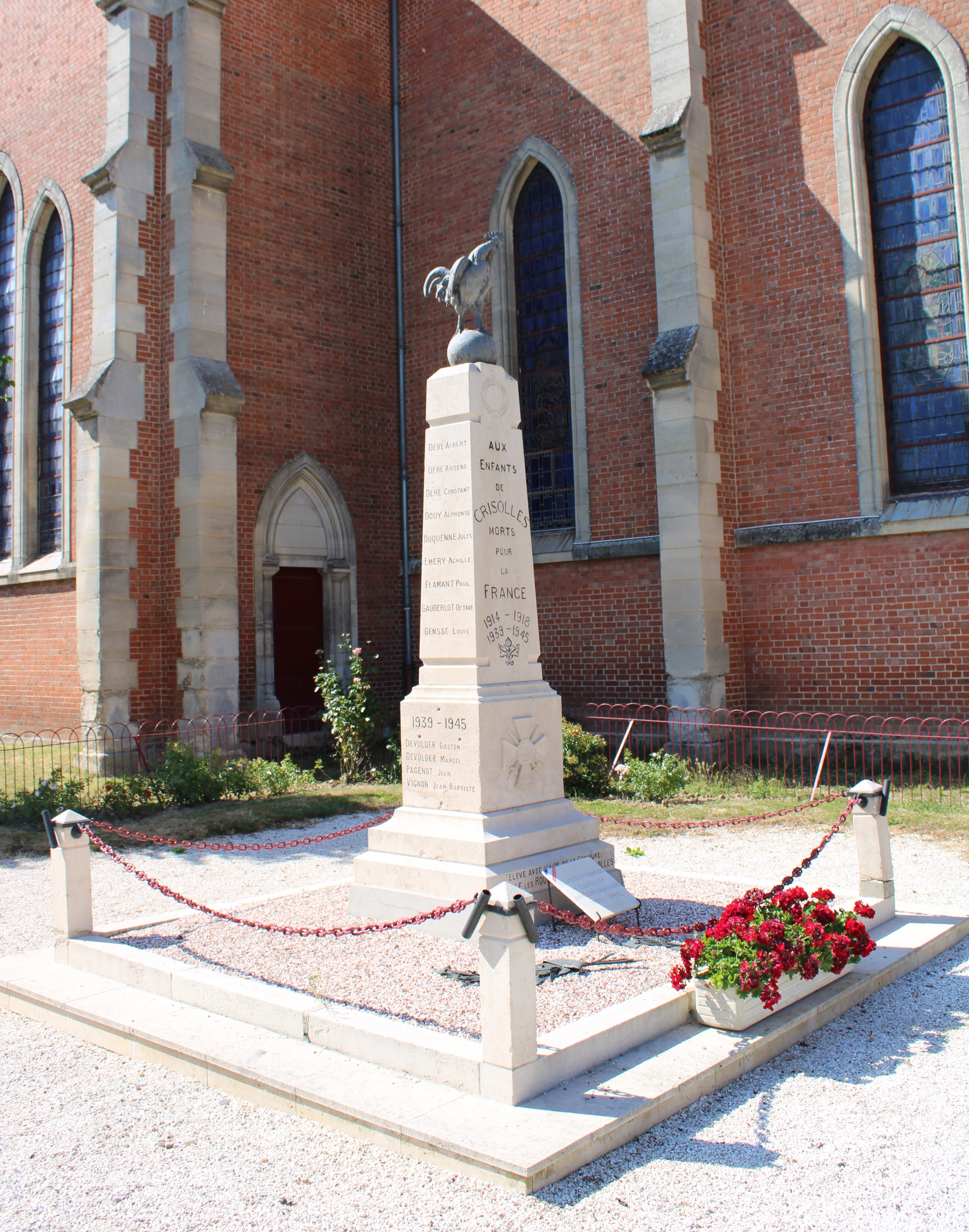
Gefallenendenkmal

- Kirche Saint-Éloi
- Gefallenendenkmal

## Persönlichkeiten
- Pierre Lelong (1919–1996), Autorennfahrer